# Panurgus afghanensis
Panurgus afghanensis är en biart som beskrevs av Warncke 1972. Panurgus afghanensis ingår i släktet fibblebin, och familjen grävbin. Inga underarter finns listade i Catalogue of Life.